# CouchSurfing
CouchSurfing je ameriška spletna platforma za povezovanje popotnikov in domačinov, ki želijo le tem ponuditi prenočišče. Leta 1999 je Casey Fenton na podlagi lastnih potovalnih izkušenj postavil spletno stran.
Leta 2003 je postala neprofitna organizacija, leta 2011 pa podjetje. Leta 2020 je uvedla mesečno naročnino 2,39 ameriških dolarjev za državljane razvitih držav z razlago, da je pandemija COVID-19 povzročila finančno krizo.
CouchSurfing je zaradi svoje neprofitne narave po mnenju poznavalcev postal nekonkurenčen podobnim platformam, kot je Airbnb, ki si je v kratkem času pridobila veliko kapitala. Zaradi nestrinjanja s preblikovanjem v podjetje so nastale nove prostovoljske potovalne platforme, ki privabljajo popotnike, ki se ne strinjajo z uvedbo članarine.
Kljub poudarjanju imena ustanovitelja Caseya Fentona je nejasno, kdo zares vodi podjetje, katerega izvršni direktor je Patrick Dugan, za katerega Fenton in Daniel Hoffer, Fentonov sodelavec od začetka projekta, trdita, da ju je izključil.